# Danmarksdemokraterne
Danmarksdemokraterne (Nederlands: Deense Democraten) is een politieke partij in Denemarken, opgericht in 2022 door oud-minister Inger Støjberg. Zij is de partijleider, Pernille Roth is haar plaatsvervanger en de fractievoorzitter in het Folketing is Peter Skaarup.

## Achtergrond
Støjberg zat sinds 2001 voor de partij Venstre in het Folketing en was minister geweest van 2009 tot 2011 en van 2015 tot 2019. Ze was in onmin geraakt met haar partij nadat ze in 2021 door een bijzonder tribunaal was veroordeeld omdat ze als minister doelbewust de wet had overtreden. Nadat zij haar 60 dagen onvoorwaardelijke gevangenisstraf had uitgezeten, gaf ze te kennen dat ze verder wilde in de politiek. Ze begon te werken aan het oprichten van een nieuwe partij, die een nationaal-conservatieve koers voorstaat en zich vooral richt op het regionale Denemarken buiten Kopenhagen.

## Verkiezingen
De partij, die bij Valgnævnet (de Deense kiescommissie) voluit als "Danmarksdemokraterne – Inger Støjberg" ingeschreven staat, verzamelde voldoende steunverklaringen om mee te kunnen doen aan de parlementsverkiezingen van 2022. Nog voor de verkiezingen stapte een aantal parlementsleden van de Dansk Folkeparti, onder wie Peter Skaarup, over naar de nieuwe partij, die 8,1 % van de stemmen behaalde, goed voor 14 zetels in het Folketing.
Sinds de Europese verkiezingen van 2024 hebben Danmarksdemokraterne ook een zetel in het Europees Parlement, bezet door Kristoffer Hjort Storm, die deel uitmaakt van de ECH-fractie.  

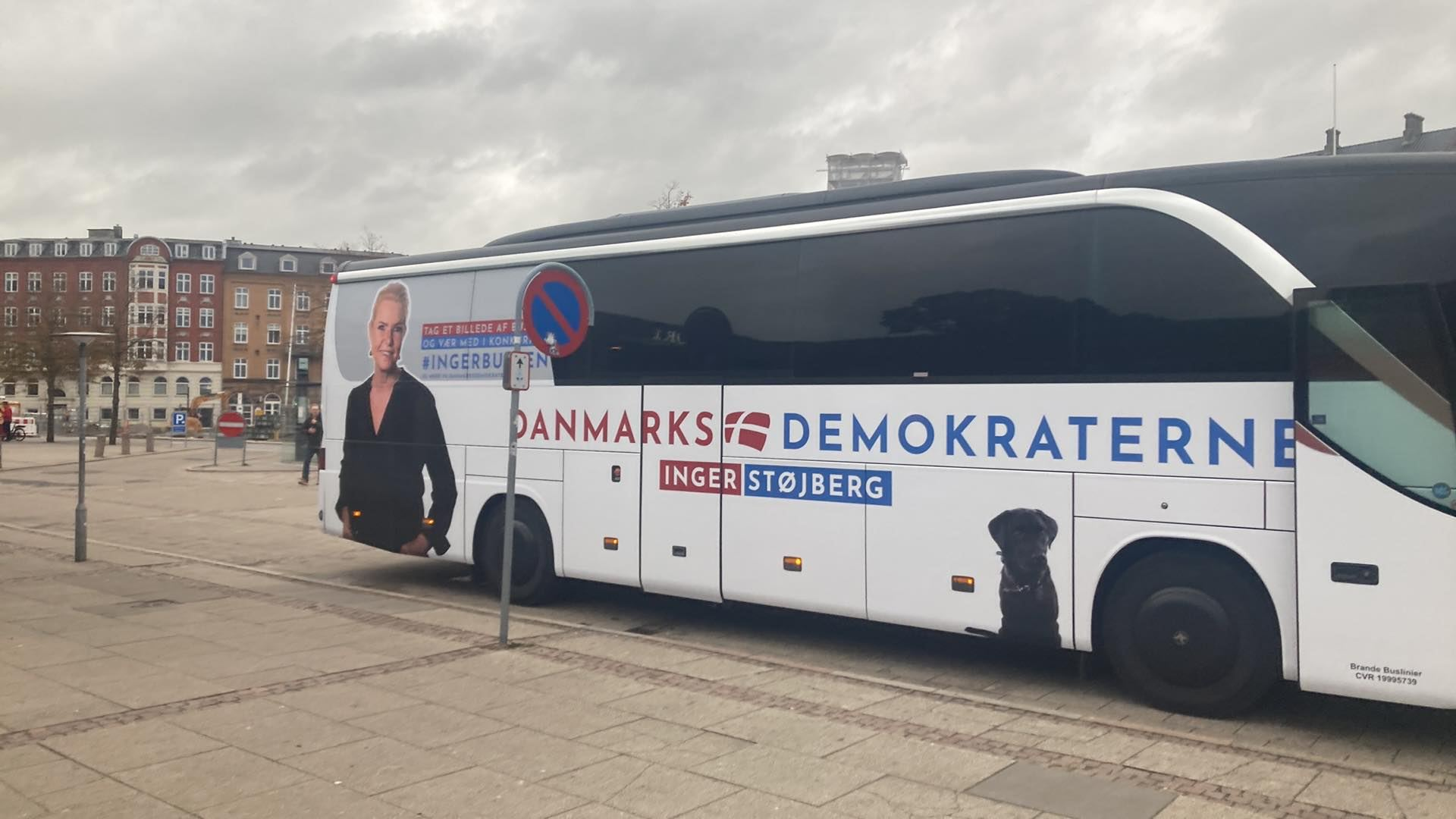
De "Ingerbus", de campagnebus van Danmarksdemokraterne in 2022
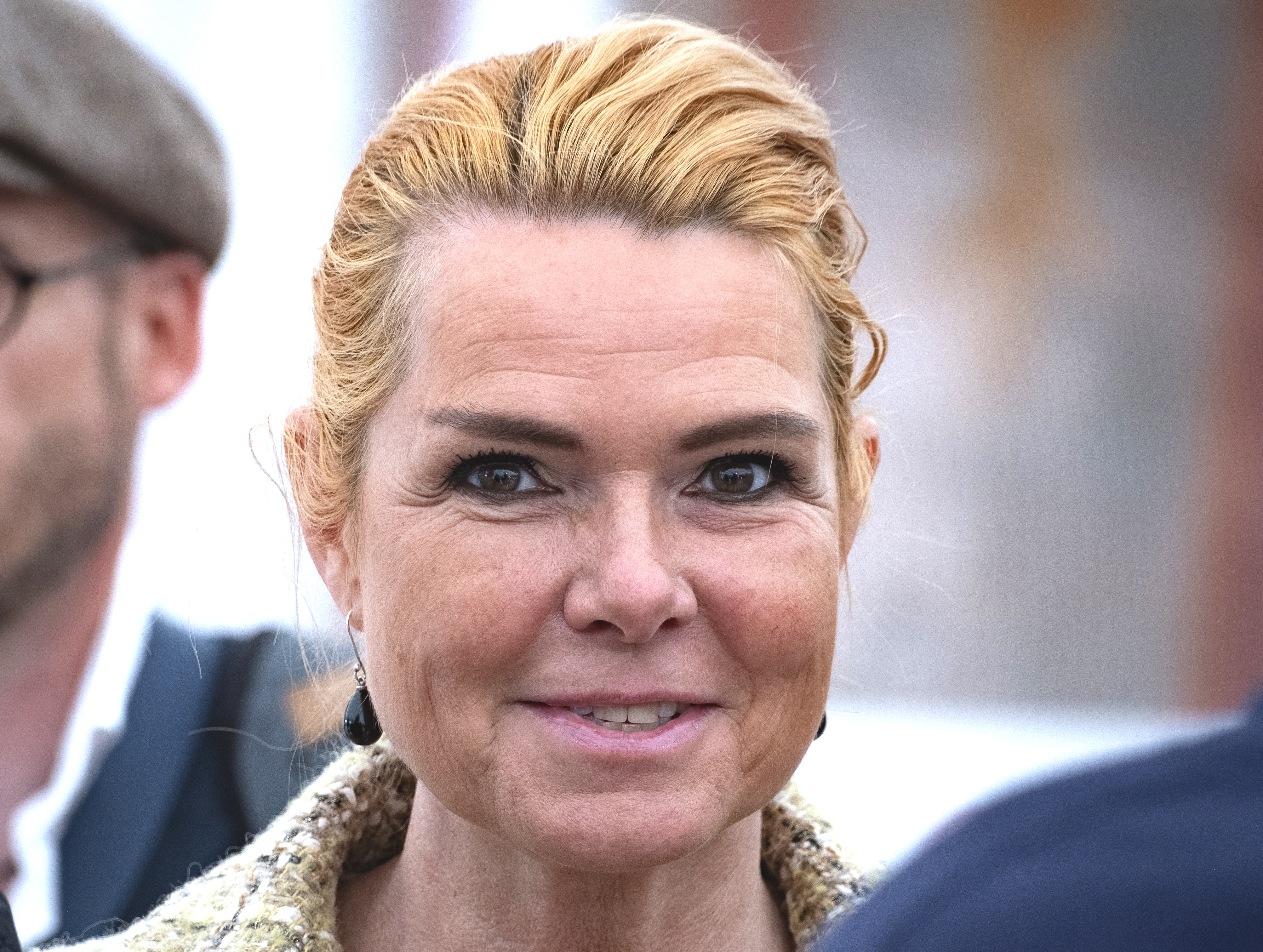
Partijleider Inger Støjberg
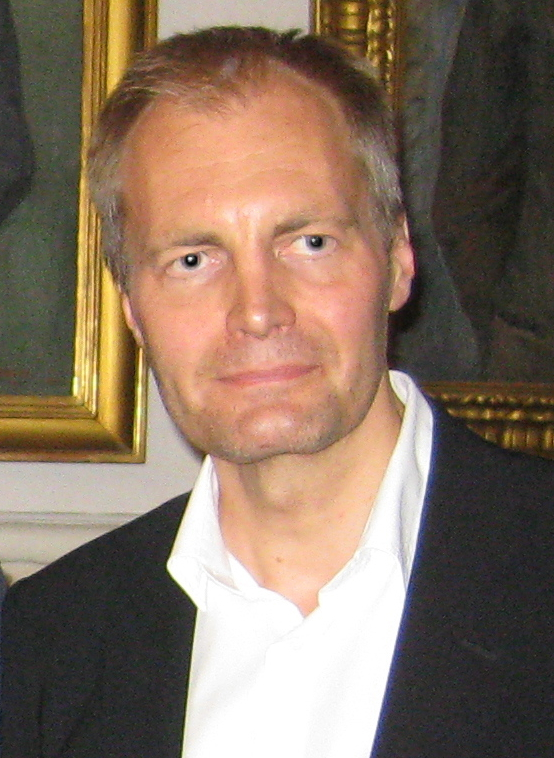
Fractievoorzitter Peter Skaarup